# Wild- und Wanderpark Südliche Weinstraße
Koordinaten: 49° 8′ 8,8″ N, 7° 55′ 54,2″ O
Der Wild- und Wanderpark Südliche Weinstraße ist eine Freizeiteinrichtung, die das Anschauen von Wildtieren in einem Wildpark mit der Möglichkeit zum Wandern in einem Mittelgebirgsteil verbindet. Der Park liegt im Süden von Rheinland-Pfalz nahe der Ortsgemeinde Silz im Wasgau, der vom Südteil des Pfälzerwalds gebildet wird.
Benannt ist der Park nicht nach der Deutschen Weinstraße, die etwa 6 km entfernt ist, sondern nach dem Landkreis Südliche Weinstraße. Die Freizeiteinrichtung wird jährlich von rund 100.000 Besuchern in Anspruch genommen.

## Geographie

Stausee
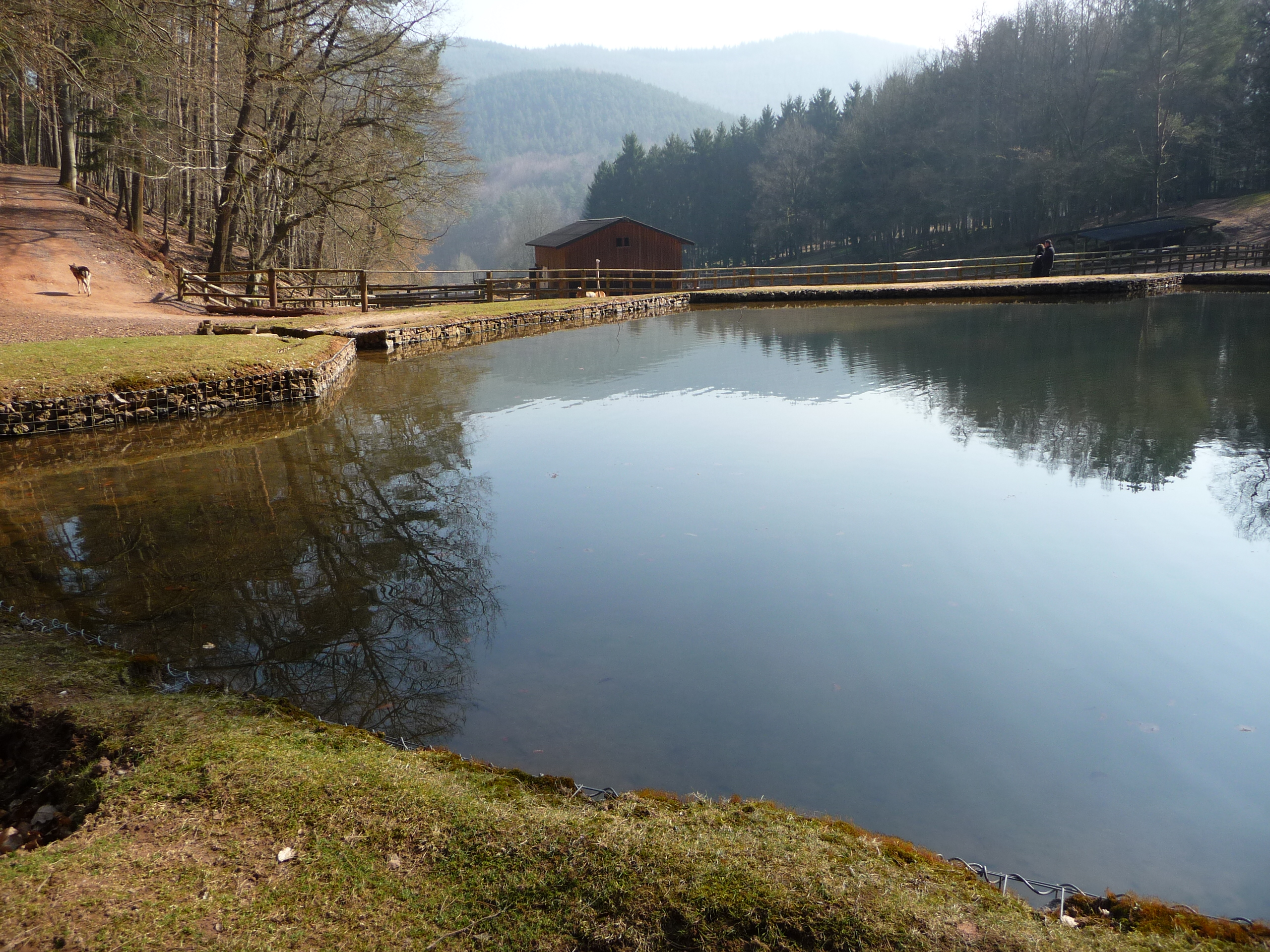

Der Park ist Teil des deutsch-französischen Biosphärenreservates Pfälzerwald-Nordvogesen. Er liegt 12 km nördlich der französischen Grenze im Tal des Klingbachs, der 200 m nördlich vorbeifließt und sein Wasser über den Michelsbach in den Rhein schickt.
Das von Erhebungen umgebene Parkgelände hat eine Höhenlage zwischen 200 und 350 m ü. NHN und eine Fläche von etwa 100 Hektar. An tiefgelegener Stelle sind ein kleinerer Teich und ein größerer See aufgestaut. Sie werden von einem linken Zufluss des Sandwiesenbachs gespeist; dieser mündet 1 km weiter von rechts in den Klingbach.
Von Nordost nach Südwest führt südöstlich des Parks die Landesstraße 493 (Klingenmünster–Vorderweidenthal) vorbei. Nächste Autobahn ist die A 65 (Karlsruhe–Ludwigshafen); zur Anschlussstelle 18 Insheim sind es 19,5 km. Der Park ist auch mit öffentlichen Verkehrsmitteln erreichbar. Vom Bahnhof Annweiler am Trifels fährt eine auf die Zugfahrzeiten abgestimmte Buslinie dorthin.

## Geschichte
Der Park basiert auf einer Planungsstudie des Präsidenten der Sektion Wildfreigehege des Internationalen Jagdverbandes, Heinrich Prinz Reuß. Die Planung legte besonderen Wert auf familienfreundliche Ausstattung und nutzte nur Gelände, das sonst der Sozialbrache anheimgefallen wäre. Der damalige Bürgermeister von Silz, Franz Andelfinger, engagierte sich als Oberamtsrat bei der Kreisverwaltung Südliche Weinstraße dafür, berufliche Sachkunde und gemeindliche Bedürfnisse zu vereinen und den Wild- und Wanderpark in der Gemarkung Silz anzusiedeln.
Die bestimmungsgemäße Übergabe des Wild- und Wanderparkes erfolgte am 18. April 1975 durch den damaligen rheinland-pfälzischen Wirtschafts- und Verkehrsminister Heinrich Holkenbrink.
Die Betreibergesellschaft Wild- und Wanderpark Südliche Weinstraße GmbH bestand von 1998 bis 2019. Geschäftsführer waren Marianne Geppert und Michael Müller. Der Landkreis Südliche Weinstraße, dem das Gelände gehört, kaufte die GmbH anschließend zurück und stellte Daniel Kraus zum 1. Januar 2020 als Geschäftsführer ein.

## Einrichtungen

Ehemalige Wildparkschule
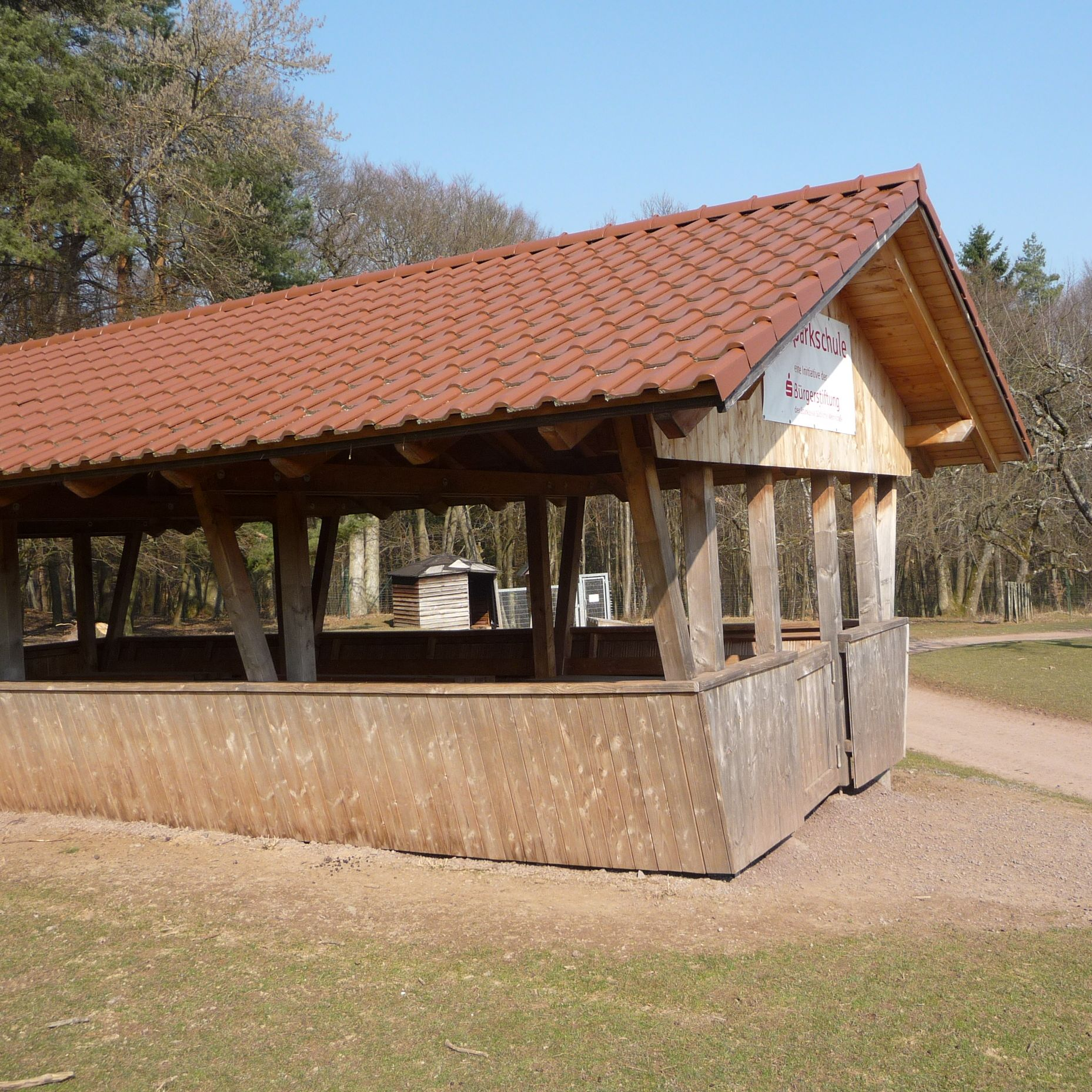

Neben Restaurant, Kiosk und Grillhütte stehen ein Aussichtsturm, ein Streichelzoo, ein Kinder- sowie ein Abenteuerspielplatz zur Verfügung.
Der kleine Rundweg lässt sich in maximal 60 Minuten zurücklegen, der große in der doppelten Zeit. Auf beiden sind keine bedeutenden Höhendifferenzen zu überwinden. Seitenwege sind manchmal etwas steiler und für das Befahren mit Rollstuhl oder Kinderwagen nicht geeignet.

## Tierbestand

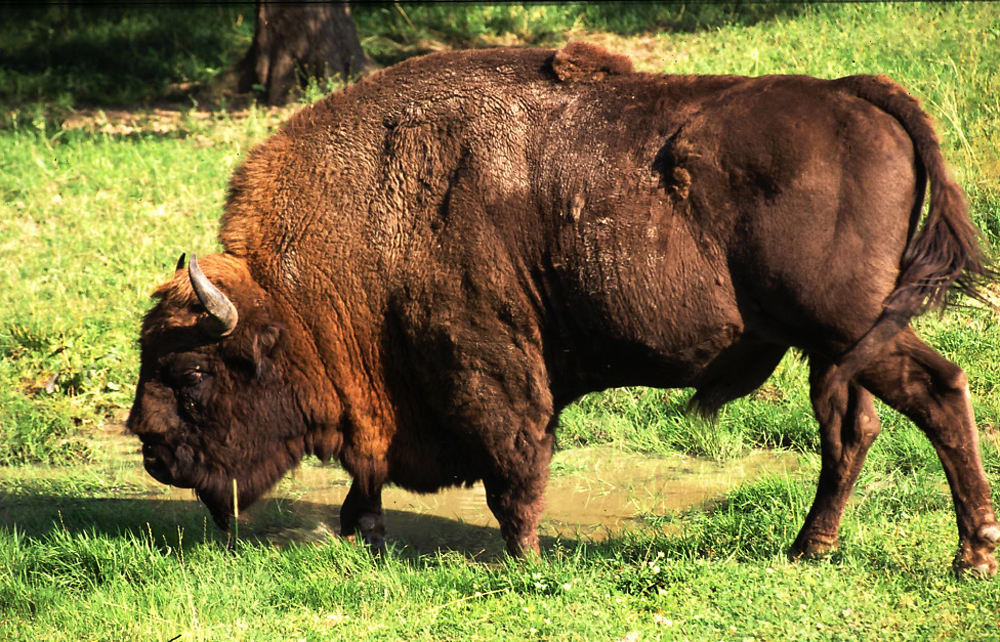
Wisent
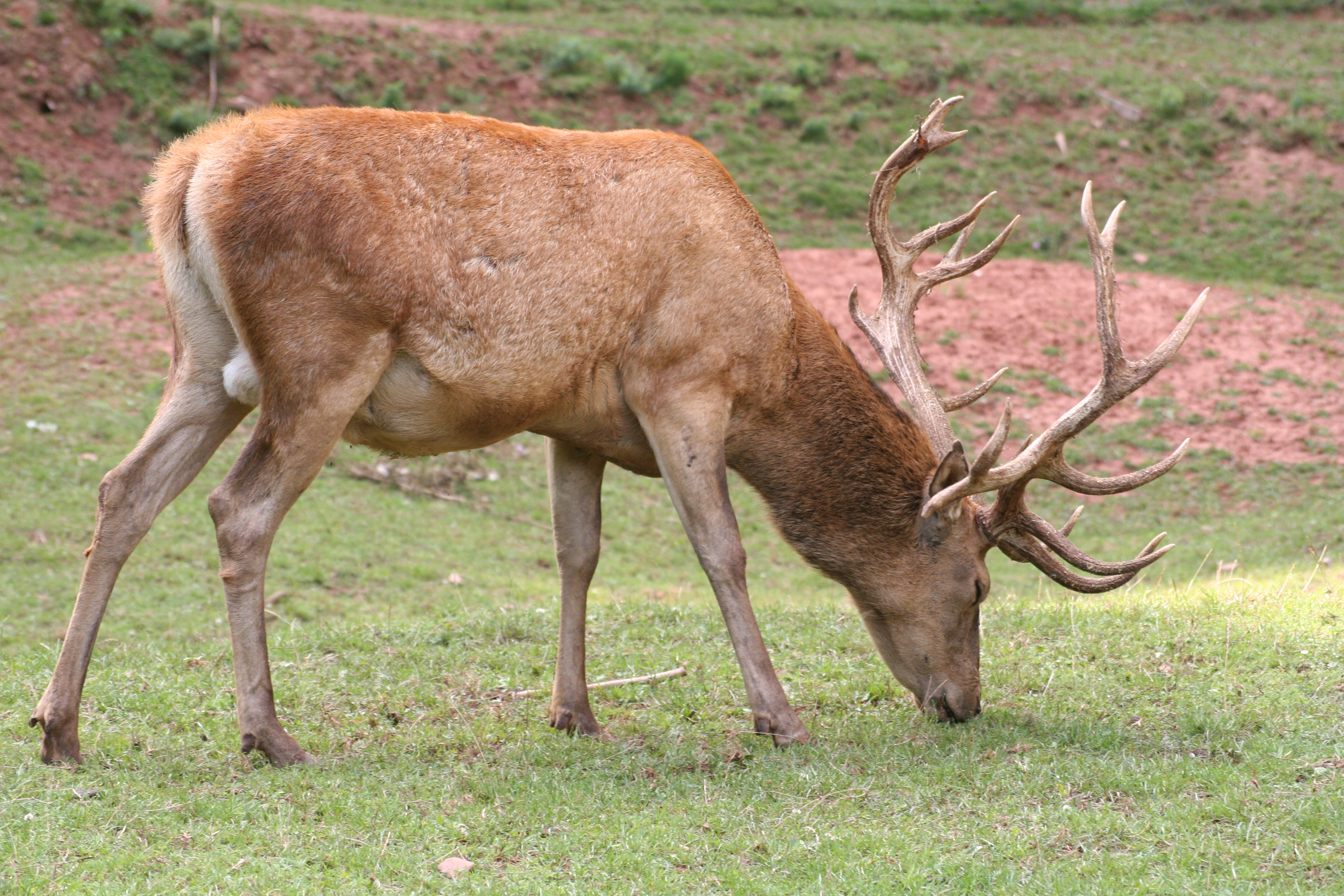
Rothirsch
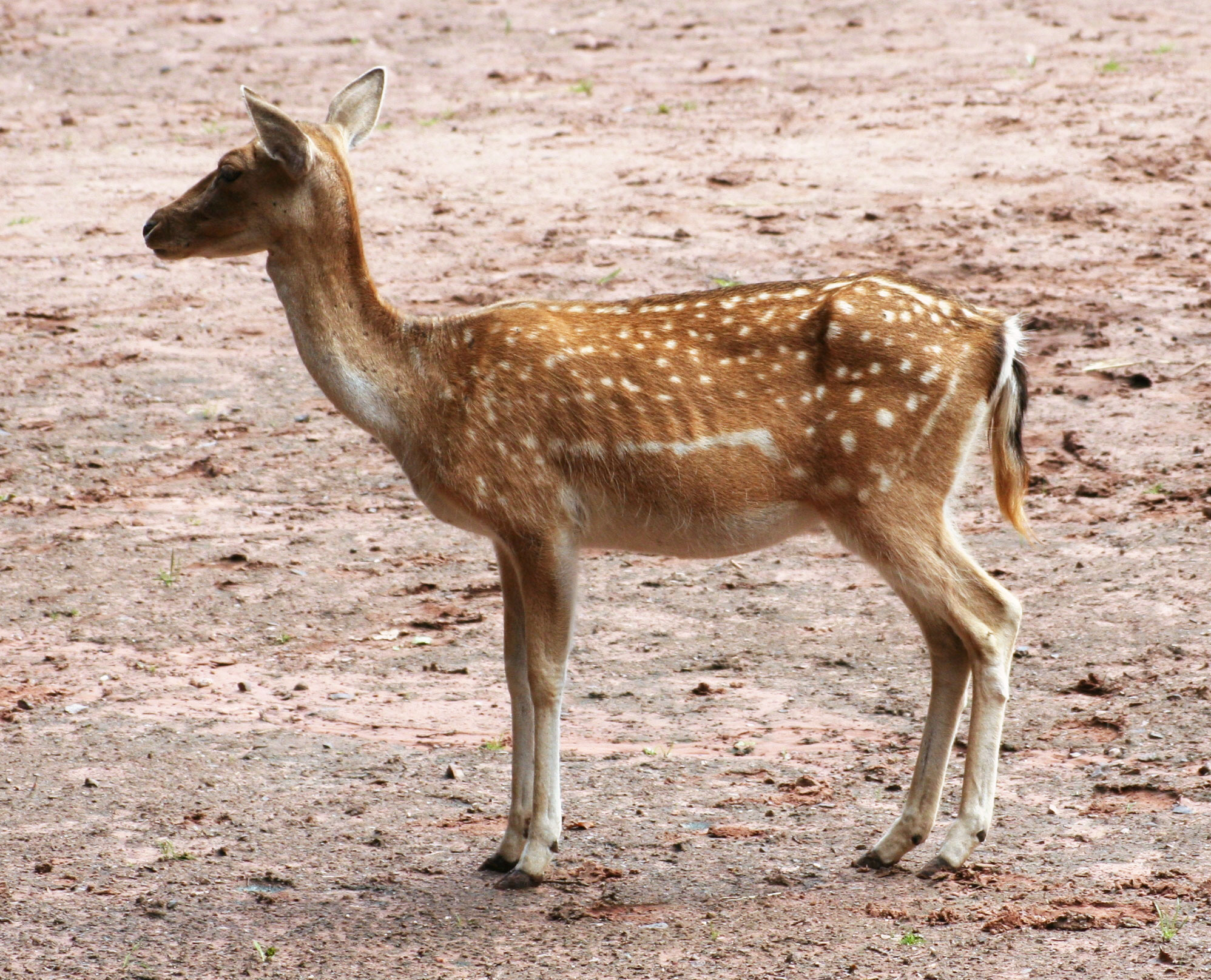
Damhirschkuh
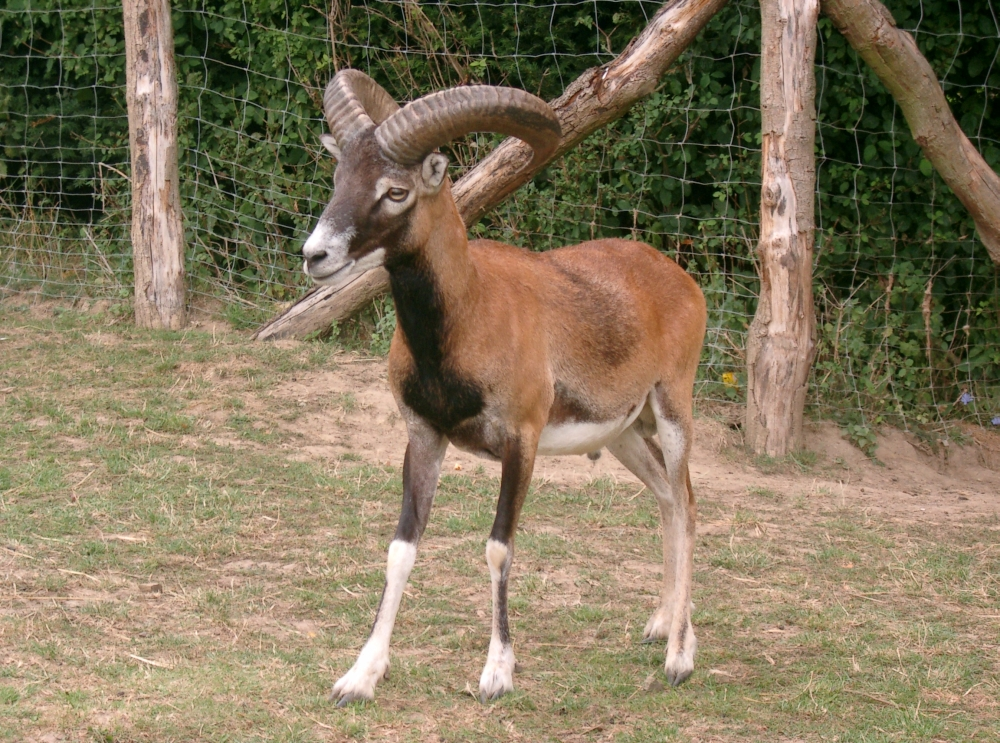
Mufflonwidder

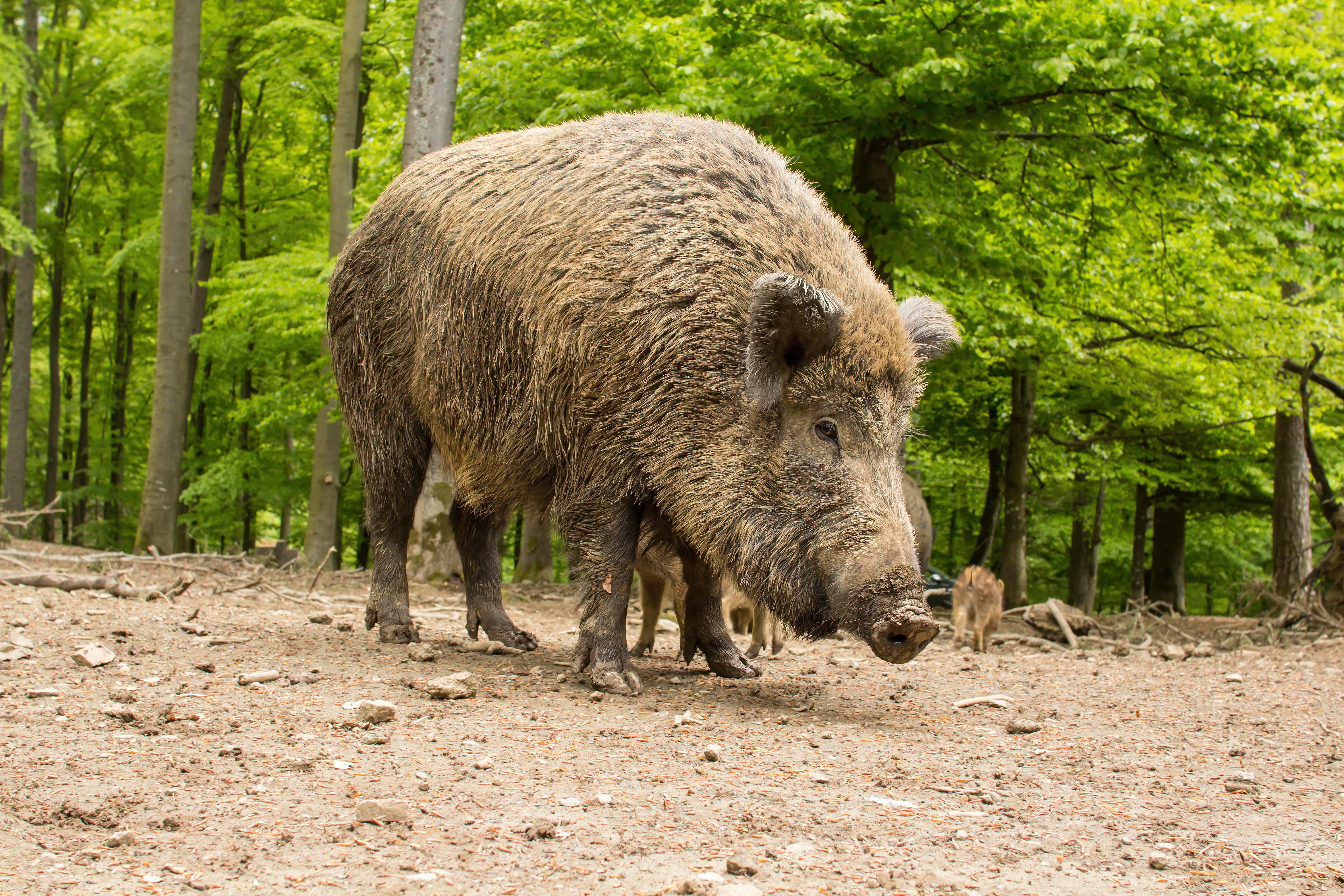
Wildschwein
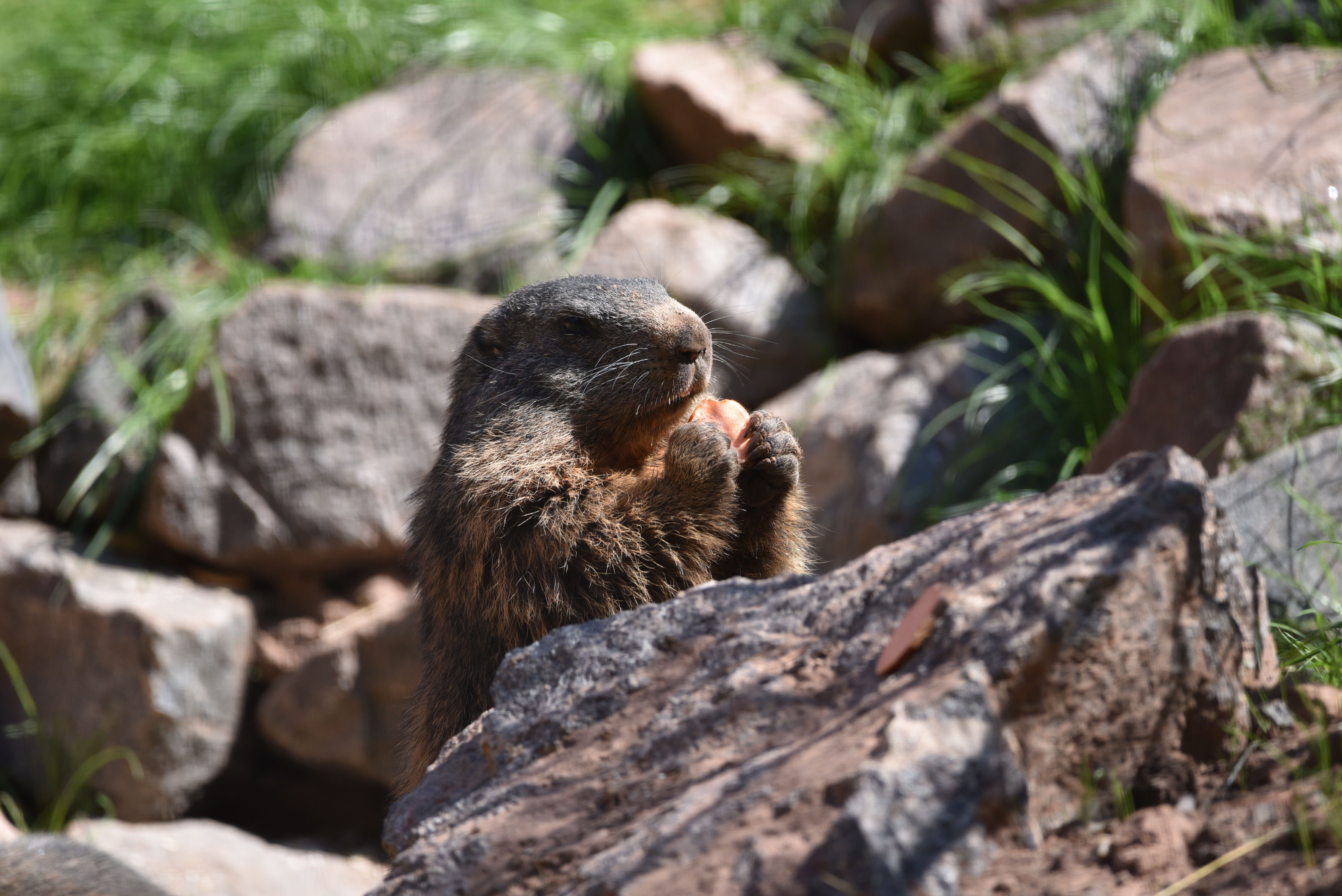
Murmeltier
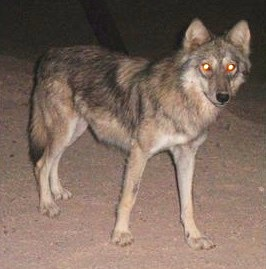
Wolf
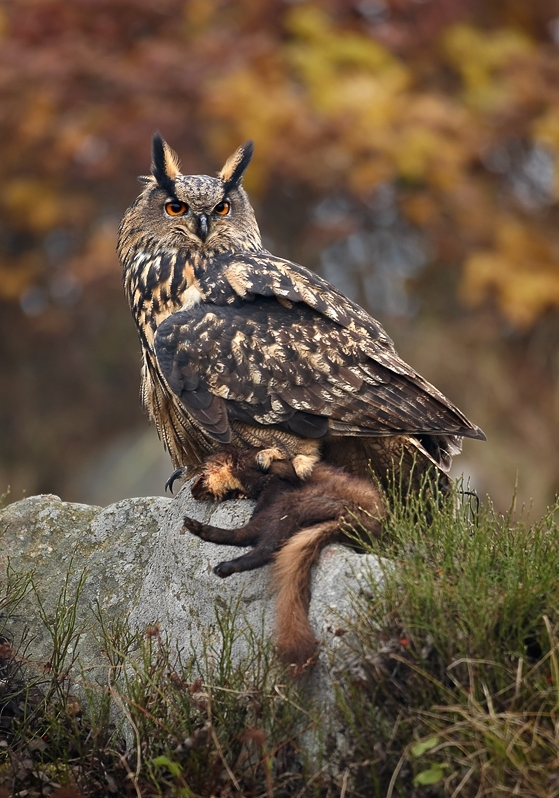
Uhu
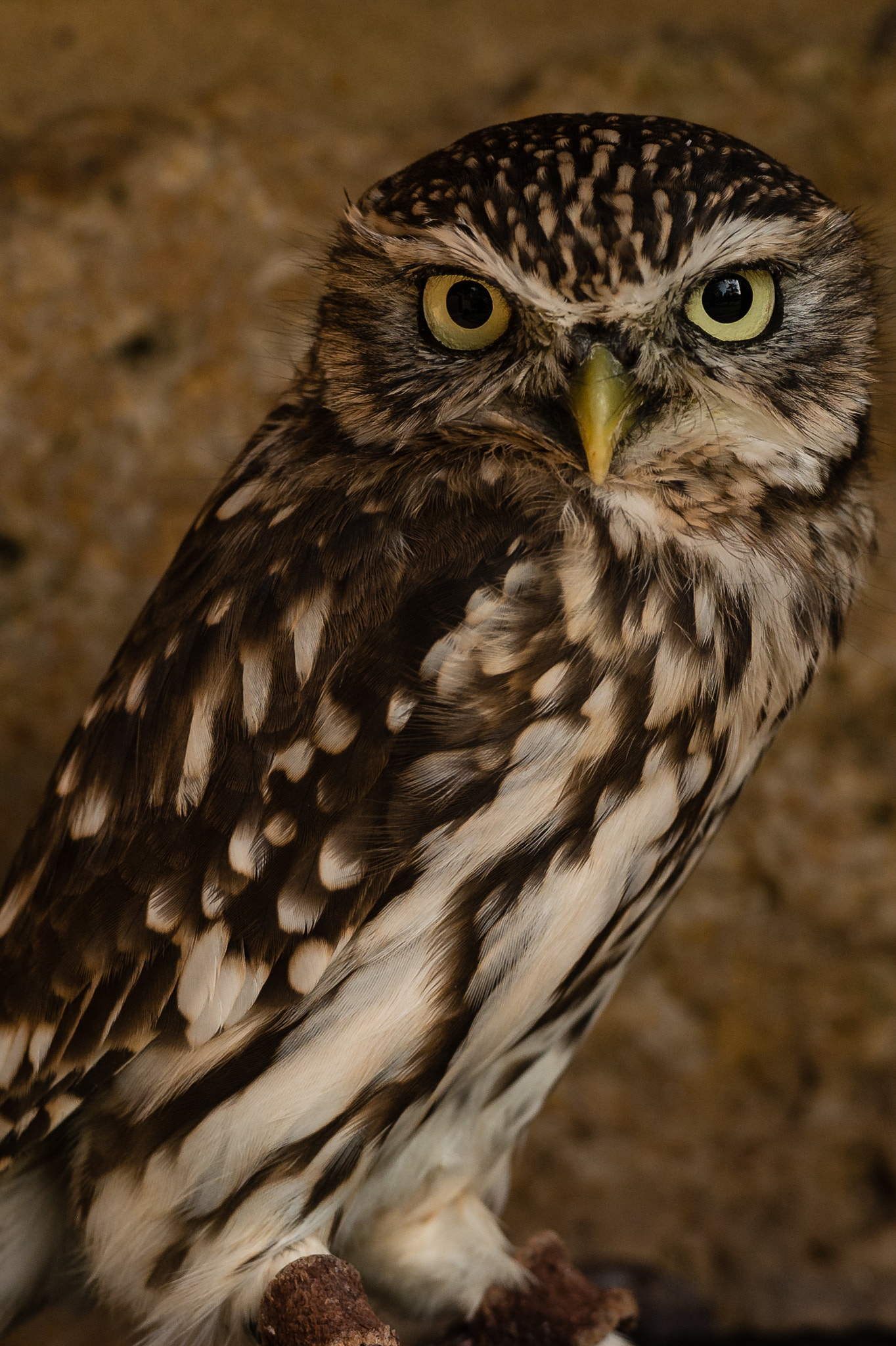
Steinkauz

15 verschiedene Arten von größeren Tieren leben hier mit etwa 400 Individuen und können – teilweise im Freiland – beobachtet werden. An Säugetieren gibt es u. a. Wisente, Rot- und Damwild, Europäische Mufflons, Wildschweine, Murmeltiere, Wölfe sowie Frettchen. Von April bis Oktober kann täglich um 11 Uhr die Wolfsfütterung beobachtet werden.
In den Volieren werden beispielsweise Uhus und Steinkäuze gehalten, und im Bereich der Wasserflächen haben sich verschiedene Enten- und Gänsearten angesiedelt.